# Vigyázó Ferenc
Gróf bojári Vigyázó Ferenc Antal József (Bécs, 1874. április 5. – Bécs, 1928. július 31.) magyar politikus, a felsőház tagja, jogi író.

## Pályája
Vagyonos dunántúli köznemesi családban született bojári Vigyázó Sándor és aszódi Podmaniczky Zsuzsanna bárónő gyermekeként. A budapesti egyetemen jogi diplomát szerzett. 1895. június 25-én édesapjával, leánytestvérével, bojári Vigyázó Jozefával és Bolza Pál sógorával együtt grófi címet kapott I. Ferenc József magyar királytól. Az 1905. évi választáson az apatini kerület képviselőjévé választotta, de a következő évben nem vállalt képviselőséget. A főrendiház tagja volt 1918-ig, itt több ízben viselt jegyzői tisztséget. 1928-ban öngyilkos lett.
Végrendeletében a Magyar Tudományos Akadémiára hagyta földbirtokait, házait és egyéb értékeit, köztük értékes könyv-, kódex- és képgyűjteményét, valamint a Podmaniczky–Vigyázó-kastélyt. A hagyaték értékét huszonöt millió pengőre becsülték. Az MTA korábbi nagy vagyona az első világháború után megsemmisült, illetve elinflálódott. Ezért mindenki örömmel üdvözölte a fejedelmi Vigyázó-hagyatékot, és csak később derült ki, hogy a vagyont súlyos tartozások terhelik. A rokonok, ügyvédek, szakértők és hitelezők kielégítése fejében hat év alatt tíz millió pengőt fizetett ki az MTA az örökölt tőkéből, de a megmaradt hagyaték értéke még így is igen nagy volt.
Vigyázó Ferenc 1928-as halálával kihalt a rövid, két nemzedékes bojári Vigyázó család grófi ága. Földbirtokait gróf Bolza Pál és gróf Vigyázó Jozefa lánya gróf Zichy Domonkosné Bolza Marietta (1911 – 1996) grófnő örökölte

## Munkái
- A pragmatica sanctio. Közjogi értekezés. Kéziratként. Budapest, 1894
- Az európai közjog egy alkotmányos garantiája. Budapest, 1896
- Közjogi szabálytalanságok és észrevételek dr. Kiss Istvánnak az egyházi kinevezésekre vonatkozó kifogásaira. Budapest, 1896
- Az osztrák-magyar viszony nemzetközi természete. Doktori értekezés. Budapest, 1897
- Obstructio nemzeti szempontból. Budapest, 1903.